# Kieron Moore (brittisk skådespelare)
Kieron Moore, född den 23 december 1996, är en brittisk skådespelare och före detta boxare.
Kieron Moore medverkade i tre avsnitt av serien Masters of the Air. I serien Vampire Academy spelade han Dimitri Belikov, en av huvudrollerna. I TV-serien Ögonvittnet spelade han Liam Barlow, även det en av huvudrollerna.

## Filmografi (i urval)
- 2022 – Vampire Academy (TV-serie)
- 2024 – Masters of the Air (TV-serie)
- 2025 – Ögonvittnet (TV-serie)